# 芬兰艺术奖
芬兰艺术奖（芬蘭語：Ars Fennica -palkinto）是在芬兰颁发的视觉艺术奖项，由1990年成立的亨娜及佩尔蒂·涅米斯托视觉艺术基金会来授奖。该奖项从1991年起每年颁发一次，近年来则开始每两年颁发一次，用以表彰获奖艺术家的“高质量和具有个性的艺术创作”。奖金数量为四万欧元。
芬兰艺术奖的颁发目的是为芬兰视觉艺术开拓新的国际视野、及激励艺术家们的创作灵感。基金会先选出一个候选名单，最终获奖者则由基金会邀请的国际知名艺术专家来指定。入选名单上除芬兰人之外，也曾有来自北欧、波罗的海国家、及圣彼得堡地区的艺术家。